# Red Dwarf
Red Dwarf est une série télévisée britannique créée par Rob Grant (en) et Doug Naylor. Elle a été initialement composée de 52 épisodes de 26 minutes diffusée entre le 15 février 1988 et le 5 avril 1999 sur BBC Two. Après une interruption de 10 ans, elle est à nouveau en production et est diffusée entre le 10 avril 2009 et le 9 avril 2020 sur la chaîne câblée Dave.

## Synopsis
La série raconte l'histoire de Dave Lister, le dernier être humain encore vivant dans la galaxie, et de ses compagnons d'infortune : Arnold Rimmer, l'hologramme de feu son supérieur hiérarchique ; Cat, un humanoïde descendant d'un chaton initialement ramené à bord par Lister ; Holly, l'ordinateur de bord du vaisseau devenu complètement sénile après 3 millions d'années d'isolement ; et de Kryten, un androïde épris de liberté.
Tous les cinq vivent à bord du Red Dwarf, un gigantesque vaisseau spatial, vidé de son équipage.

## Présentation de la série

### Pitch original
La série débute par la condamnation de Lister, simple technicien de 2e classe, à une peine de 18 mois en stase (un caisson de suspension temporelle) pour avoir illégalement introduit un animal de compagnie à bord du vaisseau.
À son réveil, Holly, l'ordinateur de bord du vaisseau, lui apprend qu'une explosion radioactive a exterminé l'équipage, et l'a obligé à garder Lister statique pendant 3 millions d'années le temps que le niveau de radiations s'affaiblisse.
Il retrouve alors l'hologramme de son ancien compagnon de chambrée, Arnold Rimmer, et fait la connaissance de Cat, le descendant de son chaton…

### Distribution
- Craig Charles : Dave Lister
- Chris Barrie : Arnold Judas Rimmer / « Ace » Rimmer
- Danny John-Jules : Cat
- Norman Lovett (en) : Holly
- Hattie Hayridge (en) : Holly (saisons 3 à 5)
- Robert Llewellyn : Kryten, Able
- Chloë Annett (en) : Kristine Kochanski

### Personnages

#### Dave Lister
Dave ne pense qu'à deux choses, le sexe et le curry ! C'est un rustre, assez primaire. Il ne respecte pas beaucoup les lois, n'est pas d'une propreté à toute épreuve, et n'a pas beaucoup de scrupules. Son langage est très « imagé », et il pense savoir jouer de la guitare comme un dieu. Malgré ses défauts, c'est le personnage le plus normal de tous et surtout, le seul être humain !

#### Arnold J. Rimmer
Rimmer — de son petit nom Arnold et de son « petit petit » nom Judas — a été vivant. Mais ce n'est plus le cas… Sa personnalité et ses souvenirs ont été implantés dans un hologramme. En tant que tel, il ne peut rien toucher et rien ne peut le toucher. Ce qui ne l'empêche pas d'être le plus grand froussard que l'univers ait connu, doté d'un ego surdimensionné qui le conduit à des rêves de grandeur perpétuels… C'est aussi le supérieur hiérarchique de Lister.

#### Cat
Cat est un chat. Durant les trois millions d'années qu'a duré la stase de Lister, la descendance de son chat a évolué pour arriver à Cat, humanoïde avec des manières et des obsessions félines. Il est extrêmement sensible à la présentation et à la mode, toujours propre et tiré à quatre épingles. Lui aussi est doté d'un ego démesuré, d'un goût prononcé pour le poisson et les femelles de son espèce. Il est apparemment le dernier survivant de sa race — un autre chat apparaît dans l'épisode Waiting for God, mais il meurt.

#### Holly
Holly est l'interface de communication de l'ordinateur du Red Dwarf. Il est censé avoir un QI de 6 000, mais n'en apporte jamais la démonstration. Il adore faire des blagues à l'équipage. Durant les deux premières saisons de la série, il est incarné par Norman Lovett et a donc l'apparence d'un homme. Dès la saison 3, il prend l'apparence d'une femme en souvenir de son homologue féminin Hilly (interprétée par Hattie Hayridge) rencontré dans le dernier épisode de la saison 2 Parallel Universe. Il retrouve finalement sa première apparence en fin de saison 7.

#### Kryten
Kryten est un robot de type androïde. Assez fantasque, il respecte malgré tout son rôle de robot, malgré les tentatives de Lister pour l'en détourner. Il lui arrive aussi de discuter avec ses têtes de rechange…
Le rôle de Kryten est tenu par David Ross lors de la première apparition de l'androïde dans l'épisode Kryten lors de la seconde saison, puis il est remplacé dans la saison suivante par Robert Llewellyn.

#### Kristine Kochanski
Kristine Kochanski est un officier avec lequel Lister voulait sortir avant la mort de l'équipage. Elle est vivante car elle vient d'une autre dimension où c'est elle qui a été mise en stase et non Lister…
Le rôle a été tenu par Clare Grogan avant que le personnage ne devienne récurrent avec Chloë Annett à partir de l'épisode Ouroboros.

## Épisodes

### Première saison (1988)
1. La Fin (The End)
2. Échos du futur (Future Echoes)
3. L'Équilibre des pouvoirs (Balance of Power)
4. En attendant Dieu (Waiting For God)
5. Confiance et paranoïa (Confidence and Paranoia)
6. Moi² (Me²)

### Deuxième saison (1988)
1. Kryten (Kryten)
2. Meilleur que la vie (Better Than Life)
3. Merci pour les souvenirs (Thanks for the Memory)
4. Fuite statique (Stasis Leak)
5. Queeg (Queeg)
6. Univers parallèle (Parallel Universe)

### Troisième saison (1989)
1. À l'envers (Backwards)
2. Naufragés (Marooned)
3. Polymorphe (Polymorph)
4. Échange de corps (Bodyswap)
5. Photos du passé (Timeslides)
6. Le Dernier Jour (The Last Day)

### Quatrième saison (1991)
1. Camille (Camille)
2. A.D.N. (DNA)
3. Justice (Justice)
4. Trou Blanc (White Hole)
5. Saut de dimension (Dimension Jump)
6. Titre français inconnu (Meltdown)

### Cinquième saison (1992)
1. Holovaisseau (Holoship)
2. L'Inquisiteur (The Inquisitor)
3. Terreurmorphe (Terrorform)
4. Quarantaine (Quarantine)
5. Démons et Anges (Demons and Angels)
6. Retour à la réalité (Back to Reality)

### Sixième saison (1993)
1. Psirènes (Psirens)
2. Légion (Legion)
3. Les Bandits de l'Apocalypse (Gunmen of the Apocalypse)
4. Emohawk : Polymorphe II (Emohawk: Polymorph II)
5. Planète Rimmer (Rimmerworld)
6. En dehors du temps (Out of Time)

### Septième saison (1997)
1. Voyage dans le tan…doori (Tikka to Ride)
2. Par le nain rampant (Stoke Me a Clipper…)
3. Orob oross (Ouroboros)
4. Duct Soup (Duct Soup)
5. Bleu (Blue)
6. Au-delà d'une blague (Beyond a Joke)
7. Epideme (Epideme)
8. Nanarchie (Nanarchy)

### Huitième saison (1999)
1. Retour dans le rouge - 1re partie (Back in the Red - Part 1)
2. Retour dans le rouge - 2e partie (Back in the Red - Part 2)
3. Retour dans le rouge - 3e partie (Back in the Red - Part 3)
4. Cassandra (Cassandra)
5. Krytie TV (Krytie TV)
6. Pete - 1re partie (Pete - Part 1)
7. Pete - 2e partie : Le bureau du capitaine (Pete - Part 2)
8. Seulement les meilleurs… (Only the good…)

### Neuvième saison (2009)
1. Retour sur Terre (1re partie) (Back To Earth - Part 1)
2. Retour sur Terre (2e partie) (Back To Earth - Part 2)
3. Retour sur Terre (3e partie) (Back To Earth - Part 3)

### Dixième saison (2012)
1. Le Troyen (Trojan)
2. Pères et Soleils (Fathers And Suns)
3. Citrons (Lemons)
4. Emmêlés (Entangled)
5. Cher Dave (Dear Dave)
6. Le Commencement (The Beginning)

### Onzième saison (2016)
1. Twentica
2. Samsara
3. Give and Take
4. Officer Rimmer
5. Krysis
6. Can of Worms

### Douzième saison (2017)
1. Cured
2. Siliconia
3. Timewave
4. Mechocracy
5. M-Corp
6. Skipper

### Téléfilm (2020)
En mai 2019, une treizième saison est confirmée. Un téléfilm de 87 minutes, Red Dwarf: The Promised Land (en), est diffusé le 9 avril 2020.

### Red Dwarf: The First Three Million Years (2020)
En août 2020, un documentaire en trois parties sur la création de la série est diffusé. Il est narré par l'acteur David Tennant.

## Production de la série

### Diffusion originale
Initialement diffusée au Royaume-Uni entre le 15 février 1988 et le 5 avril 1999 sur le réseau BBC Two. Après une interruption de 10 ans, elle est à nouveau en production depuis 2009 et est diffusée sur la chaîne câblée Dave.
En France, la série a eu une diffusion beaucoup plus confidentielle. Diffusée seulement à partir de 1998 sur C: puis Game One (notamment grâce à Patrick Sarrea, directeur des programmes de ces chaînes à l'époque et fan de la série), elle a néanmoins marqué les esprits de nombreux téléspectateurs français grâce à son originalité.
Red Dwarf a également été diffusé en Suède, sur la chaîne SVT1, à partir de 1999.

### Popularité et récompenses
Au sommet de sa popularité en 1994, la série remporte un Emmy Award (Meilleure série étrangère) ainsi qu'un British Comedy Award (Meilleure sitcom) pour l'épisode "Gunmen of the Apocalypse".
La série réalise sa meilleure audience en 1999 lors du lancement de la 8e saison avec plus de 8 millions de téléspectateurs.

### Annulation de la série et projet de film
Malgré les bonnes audiences réalisées en 1999 pendant sa 8e saison, la BBC prend la décision d'annuler la série considérant que celle-ci est passée de mode.
Les producteurs de la série décident pourtant de se lancer dans le projet d'un long-métrage dérivé de la série. Un temps prévu pour une sortie en 2001 et un tournage en Australie, le film a été maintes et maintes fois repoussé faute de financement, avant d'être considéré comme abandonné.
À la surprise générale en novembre 2006, les producteurs Doug Naylor et Rob Grant (en) confirment que le budget de production vient d'être bouclé. L'adaptation doit alors voir le jour en 2007. En 2008 cependant, Doug Naylor publie une lettre ouverte, expliquant ce qu'il s'est passé. Il y avait en effet eu des promesses de budget pour le film, mais tout n'était qu'un hoax. Doug Naylor ainsi que les acteurs décident d'abandonner le projet de film. Certaines scènes ou idées sont cependant reprises dans les saisons 9 et 10.

### Retour de la série
10 ans après son annulation sur la BBC et forte du regain d'intérêt pour la série (les DVD se sont très bien vendus), Red Dwarf revient sur la chaîne câblée Dave en avril 2009 pour une mini-saison de trois épisodes spéciaux intitulés Back to Earth.
Le succès d'audience de ces épisodes spéciaux fait prendre conscience aux diffuseurs que la série est toujours aussi culte, et Dave commande alors une nouvelle saison complète de 6 épisodes pour 2012. Leur diffusion débuta ainsi en septembre 2012.
En mai 2015, la chaîne Dave a confirmé le tournage de la saison 11 à la fin de l'année 2015, et le tournage de la saison 12 au début de l'année 2016. La saison 11 étant diffusée à la fin de l'année 2016, et la saison 12 à la fin de l'année 2017.

## Anecdotes
Une particularité de la série a été d'utiliser un mot anglais inventé de toutes pièces smeg, à la façon de schtroumpf dans l'œuvre de Peyo. Ce mot a été créé pour éviter les problèmes de censure qui auraient pu provoquer le déplacement de la série à des horaires de deuxième voire troisième partie de soirée. La BBC était en effet assez frileuse sur l'emploi de mots comme fuck ou shit. Une autre hypothèse avance que « Smeg » serait la contraction du terme peu engageant « Smegma », ce qui explique le caractère insultant de ce mot. Cette version est démentie par les auteurs. (Smeg est une marque d'électroménager.)
Les deux langues principales utilisées sont l'anglais et l'espéranto. Les inscriptions dans le vaisseau sont bilingues. Dans les premières saisons, le récit nous apprend qu'il est attendu des spationautes une connaissance de la langue espéranto. Ce que Kryten, Lister et Holly montrent au moins de manière passive alors qu'en revanche Rimmer en est incapable.
Les paroles de certains épisodes ont été samplées par Shiva Shipadu dans une chanson.
Les épisodes Back to Earth devraient normalement constituer la saison 9. En effet, certains évènements comme la disparition de Kochanski ou le retour dans le Red Dwarf vide de son équipage sont mentionnés comme des références à des épisodes qui devraient prendre place avant ces trois épisodes.
En 1992, un épisode pilote de la série a été tourné aux États-Unis pour le réseau NBC (avec Robert Llewellyn dans le rôle de Kryten, tous les autres acteurs étant « remplacés ») mais il ne fut jamais diffusé. Un deuxième essai, fondé sur l'épisode Marooned (saison 3), a été tourné, mais n'a pas été concluant non plus. Des extraits du premier pilote se retrouvent dans le featurette Dwarfing USA sur le DVD de la cinquième saison.
Un épisode spécial de la série culinaire anglaise Can't Cook Won't Cook (rebaptisée Can't Smeg Won't Smeg pour l'occasion) a été diffusée pour le 10e anniversaire de la série en 1998. Cette émission présentée par Ainsley Harriott proposait à deux équipes de s'affronter dans l'élaboration d'un plat. Les membres de l'équipage du Red Dwarf se sont alors opposés en préparant un poulet au curry.
Ainsley Harriott, fan de la série, a fait une brève apparition en 1993 dans le rôle du GELF cuisinier dans l'épisode Emohawk: Polymorph II.

## Produits dérivés
La première saison est sortie en France en double DVD à l'automne 2005 dans une version « remastérisée ». On peut y retrouver des bonus inédits ainsi que des interviews des créateurs de la série et des acteurs. La seconde saison est parue début 2006. La troisième est en vente depuis septembre 2006 et la quatrième saison est sortie en novembre 2006, en même temps qu'un coffret contenant les quatre premières saisons.
Depuis le 28 janvier 2009, date de sortie de la saison 8, l'ensemble des 8 premières saisons de Red Dwarf est maintenant disponible sur le sol français. La saison 5 est parue le 3 octobre 2007, la saison 6 le 7 novembre 2007 et la saison 7 le 1er octobre 2008.
Depuis août 2013, la saison 9 est également disponible en DVD.